# Pippelstein
Pippelstein ist ein Ortsteil im Stadtteil Lustheide von Bergisch Gladbach. 

## Geschichte
Pippelstein ist eine frühneuzeitliche Siedlungsgründung, die mit diesem Namen im Urkataster verzeichnet ist. Die Hofstelle ist vermutlich im 15. Jahrhundert angelegt worden. Sie wurde nach einer Grenzmarkierung in Form eines Doppelsteins Doppelsteingut genannt. Der heutige Name beruht auf einer fehlerhaften Überlieferung. Der ursprüngliche Name Doppelstein wurde über die Zwischenformen Dubbelstein, Dippelstein und Rippelstein zum heutigen Namen Pippelstein verfälscht.
Die Topographia Ducatus Montani des Erich Philipp Ploennies, Blatt Amt Porz, belegt, dass der Wohnplatz 1715 als Hof kategorisiert wurde und mit Diedpetsch bezeichnet wurde. Aus der Charte des Herzogthums Berg 1789 von Carl Friedrich von Wiebeking
geht hervor, dass Pippelstein zu dieser Zeit Teil der Honschaft Refrath im Kirchspiel Bensberg war.
Unter der französischen Verwaltung zwischen 1806 und 1813 wurde das Amt Porz aufgelöst und Pippelstein wurde politisch der Mairie Bensberg im Kanton Bensberg zugeordnet. 1816 wandelten die Preußen die Mairie zur Bürgermeisterei Bensberg im Kreis Mülheim am Rhein.
Der Ort ist auf der Topographischen Aufnahme der Rheinlande von 1824 als Pipelstein und auf der Preußischen Uraufnahme von 1840 als Pippelstein verzeichnet. Ab der Preußischen Neuaufnahme von 1892 ist er auf Messtischblättern regelmäßig als Pippelstein oder ohne Namen verzeichnet.
Aufgrund des Köln-Gesetzes wurde die Stadt Bensberg mit Wirkung zum 1. Januar 1975 mit Bergisch Gladbach zur Stadt Bergisch Gladbach zusammengeschlossen. Dabei wurde auch Pippelstein Teil von Bergisch Gladbach. Pippelstein war Teil der Pfarrgemeinde Bensberg bis zu Abpfarrung von Refrath 1846.
| Jahr | Einwohner | Wohn- gebäude | Kategorie |
| ---- | --------- | ------------- | --------- |
| 1845 | 10        | 2             | Bauergut  |
| 1871 | 8         | 2             | Hofstelle |
| 1885 | 11        | 2             | Wohnplatz |
| 1895 | 18        | 3             | Wohnplatz |
| 1905 | 14        | 3             | Wohnplatz |